# Copa Sudamericana 2003
II Copa Sudamericana 2003

## 1/8 finału – wstępna faza
Drużyny podzielone zostały na 6 sekcji. Do ćwierćfinału awansowały po dwie drużyny z sekcji 1 i 2 (czyli argentyńskiej i brazylijskiej) oraz po 1 drużynie z pozostałych 4 sekcji

### Sekcja 1 (Argentyna)
Pierwsza Faza:

 CA Colón –  CA Vélez Sarsfield 3:1 i 4:1 (mecze 12.08 i 28.08)
1. 1:0 Javier Delgado 18, 2:0 Javier Delgado 55, 3:0 Giovanni Hernández 58, 3:1 Mauro Obolo 64
2. 1:0 Jorge Martínez 35, 2:0 Esteban Fuertes 72, 3:0 Esteban Fuertes 83, 4:0 César Carignano 89, 4:1 Mauro Obolo 90

 CA Independiente –  Rosario Central 1:1 i 1:0 (mecze 06.08 i 04.09)
1. 1:0 Cristian Castillo 42, 1:1 Ezequiel González 63
2. 1:0 Bruno Marioni 38

Druga Faza:

 CA Independiente –  CA River Plate 1:4 i 0:4 (mecze 17.09 i 08.10)
1. 0:1 Fernando Cavenaghi 30, 0:2 Daniel Montenegro 36, 0:3 Fernando Cavenaghi 52, 0:4 Fernando Cavenaghi 73, 1:4Bruno Marioni 82
2. 0:1 Fernando Cavenaghi 27, 0:2 Daniel Ludueña 41, 0:3 Eduardo Coudet 71k, 0:4 Dario Husain 85

 CA Colón –  CA Boca Juniors 1:1 i 1:2 (mecze 24.09 i 09.10, drugi mecz w Salta)
1. 0:1 Iarley 29, 1:1 Gustavo Savoia 89
2. 0:1 Jonathan Fabbro 58k, 1:1 César Carignano 61, 1:2 Franco Cangele 71

### Sekcja 2 (Brazylia)
Pierwsza Faza:
Grupa 1:

13.08  Santos FC –  SC Internacional 1:1(0:1)
0:1 Flávio 25, 1:1 Fabiano 78
27.08  SC Internacional –  CR Flamengo 3:1(0:1)
0:1 Zé Carlos 3, 1:1 Jefferson Feijao 50, 2:1 Jefferson Feijao 52, 3:1 Jefferson Feijao 61
03.09  CR Flamengo –  Santos FC 0:3(0:1)
0:1 William 32, 0:2 William 55, 0:3 Leo 87
| Klub             | Mecze | Zw | Rem | Por | Pkt | BrZd | BrStr |
| ---------------- | ----- | -- | --- | --- | --- | ---- | ----- |
| Santos FC        | 2     | 1  | 1   | 0   | 4   | 4    | 1     |
| SC Internacional | 2     | 1  | 1   | 0   | 4   | 4    | 2     |
| CR Flamengo      | 2     | 0  | 0   | 2   | 0   | 1    | 6     |

Grupa 2:

30.07  SC Corinthians Paulista –  Clube Atlético Mineiro 0:2(0:1)
0:1 Michel 29, 0:2 Guilherme 67
13.08  Fluminense FC –  SC Corinthians Paulista 2:0(0:0)
1:0 Rodolfo 55, 2:0 Sorato 72
03.09  Clube Atlético Mineiro –  Fluminense FC 0:2(0:0)
0:1 Joãozinho 78, 0:2 Carlos Alberto 80
| Klub                    | Mecze | Zw | Rem | Por | Pkt | BrZd | BrStr |
| ----------------------- | ----- | -- | --- | --- | --- | ---- | ----- |
| Fluminense FC           | 2     | 2  | 0   | 0   | 6   | 4    | 0     |
| Clube Atlético Mineiro  | 2     | 1  | 0   | 1   | 3   | 2    | 2     |
| SC Corinthians Paulista | 2     | 0  | 0   | 2   | 0   | 0    | 4     |

Grupa 3:

30.07  Grêmio Porto Alegre –  São Paulo FC 0:4(0:2)
0:1 Fabio Simplicio 9, 0:2 Kleber 44, 0:3 Fabio Simplicio 51, 0:4 Diego Tardelli 90
27.08  CR Vasco da Gama –  Grêmio Porto Alegre 1:1(0:1)
0:1 Elton 37, 1:1 Wescley 79
03.09  São Paulo FC –  CR Vasco da Gama 2:1(2:0)
1:0 Rico 5, 2:0 Kléber 20, 2:1 Wellington Monteiro 74
| Klub                | Mecze | Zw | Rem | Por | Pkt | BrZd | BrStr |
| ------------------- | ----- | -- | --- | --- | --- | ---- | ----- |
| São Paulo FC        | 2     | 2  | 0   | 0   | 6   | 6    | 1     |
| CR Vasco da Gama    | 2     | 0  | 1   | 1   | 1   | 2    | 3     |
| Grêmio Porto Alegre | 2     | 0  | 1   | 1   | 1   | 1    | 5     |

Grupa 4:

30.07  AD São Caetano –  SE Palmeiras 3:0(2:0)
1:0 Adhemar 29, 2:0 Gustavo 44, 3:0 Mineiro 82s
13.08  SE Palmeiras –  Cruzeiro EC 0:1(0:0)
0:1 Edu Dracena 48
27.08  Cruzeiro EC –  AD São Caetano 1:1(1:1)
1:0 Márcio Nobre 23, 1:1 Zé Carlos 39
| Klub           | Mecze | Zw | Rem | Por | Pkt | BrZd | BrStr |
| -------------- | ----- | -- | --- | --- | --- | ---- | ----- |
| AD São Caetano | 2     | 1  | 1   | 0   | 4   | 4    | 1     |
| Cruzeiro EC    | 2     | 1  | 1   | 0   | 4   | 2    | 1     |
| SE Palmeiras   | 2     | 0  | 0   | 2   | 0   | 0    | 4     |

Druga Faza (17.09 i 01.10):

 AD São Caetano –  Santos FC 0:1 i 1:1
0:1 Robinho 51k
1:0 Elano 33, 1:1 Adhemar 50
 São Paulo FC –  Fluminense FC 1:0 i 1:1
1:0 Kleber 1
0:1 Jadilson 67, 1:1 Diego Lugano 79

### Sekcja 3 (CA San Lorenzo de Almagro,Boliwia,Wenezuela)
Wstępna faza:

 Monagas SC –  ItalChacao 1:2 i 0:1
1. 1:0 Alexis Acuña 4, 1:1 Leopoldo Jiménez 32, 1:2 Daniel Noriega 66
2. 0:1 Carlos Bravo 38

Pierwsza Faza:

 ItalChacao –  CA San Lorenzo de Almagro 1:2 i 0:6 (mecze 14.08 i 20.08)
1. 0:1 Jonhatan Santana 59, 0:2 Walter Montillo 65, 1:2 Carlos Bravo 70
2. 0:1 Ariel Carreño 29, 0:2 Gonzalo Rodríguez 36, 0:3 Alberto Acosta 44, 0:4 Alberto Acosta 51, 0:5 Diego Capria 55k, 0:6 Damián Luna 70

 Club The Strongest –  Club Bolívar 2:2 i 1:1, karne 4:2 (mecze 07.08 i 19.08)
1. 1:0 Alex da Rosa 12, 1:1 Luis Gatty Ribeiro 53, 2:1 Limberg Méndez 78, 2:2 Líder Paz 86
2. 0:1 Horacio Chiorazzo 53, 1:1 Sandro Coelho 59

Druga Faza (16.09 i 07.10):

 Club The Strongest –  CA San Lorenzo de Almagro 2:0 i 1:2
1. 1:0 Limberg Méndez 2, 2:0 Rubén Gigena 39
2. 0:1 Alberto Acosta 48, 0:2 Juan Carlos Paz García 75s, 1:2 Sandro Coelho 77k

### Sekcja 4 (Chile,Peru)
Pierwsza Faza:

 CD Universidad Católica –  Provincial Osorno 0:1 i 2:1, karne 5:3 (mecze 05.08 i 02.09)
1. 0:1 Alejandro Figueroa 20
2. 0:1 Alejandro Naíf 11, 1:1 Esteban Valencia 35k, 2:1 Iván Vásquez 42

 Club Cienciano –  Alianza Lima 1:0 i 1:0(mecze 07.08 i 26.08)
1. 1:0 Martín García 9
2. 1:0 Roberto Holsen 22

Druga Faza (25.08 i 02.10):

 Club Cienciano –  CD Universidad Católica 4:0 i 1:3
1. 1:0 Germán Carty 1, 2:0 Cristian Álvarez 38s, 3:0 Santiago Acasiete 55, 4:0 Paolo Maldonado 69
2. 1:0 Cristián Alvarez 9s, 1:1 Arturo Norambuena 16, 1:2 Sebastián Rozental 69, 1:3 Jorge Campos 86

### Sekcja 5 (Kolumbia,Ekwador)
Pierwsza Faza:

 Deportivo Pasto –  Atlético Nacional 0:0 i 1:2 (mecze 06.08 i 21.08)
1. 0:0
2. 1:0 Leonardo Enciso 9, 1:1 Aquivaldo Mosquera 36, 1:2 Elkin Calle 46

 LDU Quito –  Barcelona SC 2:0 i 1:2 (mecze 29.07 i 12.08)
1. 1:0 Carlos Tenorio 11, 2:0 Paul Ambrossi 43
2. 0:1 Rodrigo Teixeira 35, 1:1 Virgilio Ferreira 40, 1:2 Ruben Capria 59

Druga Faza (18.09 i 02.10):

 LDU Quito –  Atlético Nacional 1:1 i 0:1
1. 1:0 Giovanny Espinoza 46, 1:1 Jorge Agudelo 52
2. 0:1 Camilo Giraldo 86

### Sekcja 6 (Paragwaj,Urugwaj)
Pierwsza Faza:

 Club Guaraní –  Club Libertad 0:1 i 1:0, karne 2:4 (mecze 14.08 i 28.08)
1. 0:1 Fredy Bareiro 25k
2. 1:0 Osvaldo Díaz 16

 Danubio FC –  Club Nacional de Football 0:1 i 2:2 (mecze 26.08 i 18.09)
1. 0:1 Angbwa Benoit 74
2. 0:1 Marcelo Guerrero 26, 0:2 Fernando Machado 45, 1:2 Juan Olivera 56, 2:2 Ignacio González 86

Druga Faza (24.09 i 30.09):

 Club Nacional de Football –  Club Libertad 3:0 i 0:3, karne 2:3
1. 1:0 Julio César Dely Valdés 23, 2:0 Emilio Martínez 62s, 3:0 Julio César Dely Valdés 85
2. 0:1 Juan Samudio 13, 0:2 Isidro Candia 50, 0:3 Juan Samudio 83k

## 1/4 finału
CA River Plate –  Club Libertad 2:0 i 0:1 (mecze 23.10 i 05.11)
1. 1:0 Horacio Ameli 26, 2:0 Eduardo Coudet 49
2. 0:1 Osvaldo Cohener 66

 CA Boca Juniors –  Atlético Nacional 0:1 i 1:4 (mecze 22.10 i 05.11)
1. 0:1 Edixon Perea 69
2. 1:0 Javier Villarreal 11, 1:1 Carmelo Valencia 12, 1:2 Fredy Grisales 26, 1:3 Edixon Perea 75, 1:4 Camilo Giraldo 81

 Santos FC –  Club Cienciano 1:1 i 1:2 (mecze 16.10 i 29.10)
1. 0:1 Alex 71s, 1:1 Robinho 78
2. 0:1 Germán Carty 11, 1:1 Elano 13, 1:2 Germán Carty 34

 Club The Strongest –  São Paulo FC 1:4 i 1:3 (mecze 29.10 i 12.11)
1. 0:1 Kleber 30, 1:1 Luis Cristaldo 68, 1:2 Luis Fabiano 69, 1:3 Kleber 79, 1:4 Gustavo Nery 89
2. 0:1 Diego Tardelli 6, 1:1 Álex da Rosa 20, 1:2 Souza 34, 1:3 Souza 44

## 1/2 finału
CA River Plate –  São Paulo FC 3:1 i 0:2, karne 4:2 (mecze 26.11 i 03.12)
1. 1:0 Marcelo Gallardo 10, 1:1 Oscar Ahumada 41s, 2:1 Marcelo Gallardo, 3:1 Diego Barrado 67
2. 0:1 Rico 68, 0:2 Luis Fabiano 73

 Atlético Nacional –  Club Cienciano 1:2 i 0:1 (13.11 i 04.12)
1. 0:1 Germán Carty 29, 1:1 Iván Velásquez 50, 1:2 Paolo Maldonado 84
2. 0:1 Germán Carty 1

## FINAŁ
CA River Plate –  Club Cienciano 3:3 i 0:1
10 grudnia 2003 Buenos Aires Estadio Monumental (43296)

 CA River Plate –  Club Cienciano 3:3(1:1)

Sędzia: Carlos Simon (Brazylia)

Bramki: 0:1 Giuliano Portilla 26, 1:1 Maximiliano López 28, 2:1 Maximiliano López 50, 2:2 Germán Carty 67, 2:3 Giuliano Portilla 79, 3:3 Marcelo Salas 85

Żółte kartki: Lobo, Montenegro, Gallardo / Bazalar, La Rosa, Morán

Club Atlético River Plate: Franco Costanzo; Luis Lobo, Cristian Tula, Ricardo Rojas, Kilian Virviescas; Eduardo Coudet (73 Alejandro Domínguez), Oscar Ahumada, Luis González (70 Daniel Ludueña); Marcelo Gallardo; Daniel Montenegro (61 Marcelo Salas), Maximiliano López. Trener: Manuel Pellegrini.

Club Sportivo Cienciano: Oscar Ibáñez; Miguel Llanos (87 Carlos Lobatón), Carlos Lugo, Santiago Acasiete, Giuliano Portilla; Alessandro Morán, Juan Carlos La Rosa, Juan Carlos Bazalar, Julio César García; Rodrigo Saraz (54 Paolo Maldonado (91 César Ccahuantico)); Germán Carty. Trener: Freddy Ternero.
19 grudnia 2003 Arequipa Estadio Universidad Nacional San Agustín (44000)

 Club Cienciano –  CA River Plate 1:0

Sędzia: Gustavo Méndez (Urugwaj)

Bramki: 1:0 Carlos Lugo 78

Żółte kartki: La Rosa, Morán, Ibáñez, Carty, J. García / López, Rojas, Tuzzio

Czerwone kartki: La Rosa (52, druga żółta), J. García (84, druga żółta) / –

Club Sportivo Cienciano: Oscar Ibáñez; Alessandro Morán, Carlos Lugo, Santiago Acasiete, Giuliano Portilla; Juan Carlos Bazalar (92 Miguel Llanos), Juan Carlos La Rosa, Paolo Maldonado (58 César Ccahuantico), Julio García; Rodrigo Saraz (83 Martín García), Germán Carty. Trener: Freddy Ternero.

Club Atlético River Plate: Franco Costanzo; Oscar Ahumada (85 Daniel Ludueña), Horacio Ameli, Eduardo Tuzzio, Ricardo Rojas; Eduardo Caudet, Javier Mascherano, Luis González (76 Alejandro Dominguez); Marcelo Gallardo; Marcelo Salas (16 Daniel Montenegro), Maximiliano López. Trener: Manuel Pellegrini.

## Klasyfikacja strzelców bramek
| Gole | Piłkarz            | Klub                      |
| ---- | ------------------ | ------------------------- |
| 6    | Germán Carty       | Club Cienciano            |
| 5    | Kleber             | São Paulo FC              |
| 4    | Fernando Cavenaghi | CA River Plate            |
| 3    | Jefferson Feijao   | SC Internacional          |
| 3    | Alberto Acosta     | CA San Lorenzo de Almagro |